# Frank Pierson
Frank Romer Pierson (Chappaqua, Nueva York, 12 de mayo de 1925-Los Ángeles, California, 23 de julio de 2012) fue un guionista y director de cine ganador del Óscar al mejor guion original, por la película Tarde de perros.

## Biografía
Pierson, nació en Chappaqua, estado de Nueva York, hijo de Louise (de soltera Randall),escritora, y Harold C. Pierson, un empresario. Pierson estudió en Harvard. Consiguió el éxito en Hollywood cuando escribió un guion para la serie de televisión Naked City en 1958. Llegó a escribir o coescribir varias películas notables y también ha dirigido varias películas producidas para la televisión
Colaboró en los guiones de La leyenda del indomable y Tarde de perros, que fueron nominados para los Premios de la Academia, con el último de los cuales ganó Pierson su estatuilla del Oscar, al mejor guion original. La película Ha nacido una estrella, que él dirigió y que también contribuyó en el guion, estuvo nominada a varios premios Oscar. También entre sus películas notables se encuentra Truman y Soldier's Girl y obtuvo los Premios Peabody.
Fue presidente del Sindicato de Escritores de América, entre 1981-1983 y de nuevo a partir de 1993-1995 y fue presidente de la Academia de las Artes y las Ciencias Cinematográficas de Hollywood de 2001-2005. También fue miembro del personal docente del Instituto Sundance y  director artístico del American Film Institute.
Pierson murió por causas naturales el lunes 23 de julio de 2012 en Los Ángeles. Tenía 87 años.

## Premios y nominaciones
Premios Óscar
| Año  | Categoría                        | Trabajo nominado         | Resultado |
| ---- | -------------------------------- | ------------------------ | --------- |
| 1966 | Mejor argumento y guion adaptado | La ingenua explosiva     | Nominado  |
| 1968 | Mejor Guion Adaptado             | La leyenda del indomable | Nominado  |
| 1976 | Mejor Guion Original             | Tarde de perros          | Ganador   |

Festival Internacional de Cine de Berlín
| Año  | Categoría                                      | Película             | Resultado |
| ---- | ---------------------------------------------- | -------------------- | --------- |
| 1965 | Oso de Plata. Premio extraordinario del jurado | La ingenua explosiva | Ganador   |